# Amphineurus (Amphineurus) koghiensis
Amphineurus (Amphineurus) koghiensis is een tweevleugelige uit de familie steltmuggen (Limoniidae). De soort komt voor in het Australaziatisch gebied.